# Helius aciferus
Helius aciferus är en tvåvingeart som beskrevs av Alexander 1937. Helius aciferus ingår i släktet Helius och familjen småharkrankar. Inga underarter finns listade i Catalogue of Life.